# Az Oregon Ducks evezőscsapata
Az Oregon Ducks evezőscsapata az Oregoni Egyetem irányítása alatt a eugene-i Dexter-víztározón edz; csónakházuk az evezősszövetség épületének közelében van. Az 1967-ben alapított csapat koedukált; ugyan a diszkriminációt kizáró Title IX-t csak 1972-ben fogadták el, Don Costello edző országos figyelmet kapott, amikor a korábban csak férfiakból álló csapat kormányosának egy nőt, Victoria Brownt tett meg.
2011 óta a csapat minden májusban részt vesz az Amerikai Felsőoktatási Evezősszövetség országos bajnokságán. Minden évben részt vesznek az oregoni szövetség által rendezett Covered Bridge Regattán.
A Row2k 2013-ban a Dexter-víztározót az ország egyik legjobb evezőshelyszínévé választotta.

## Története

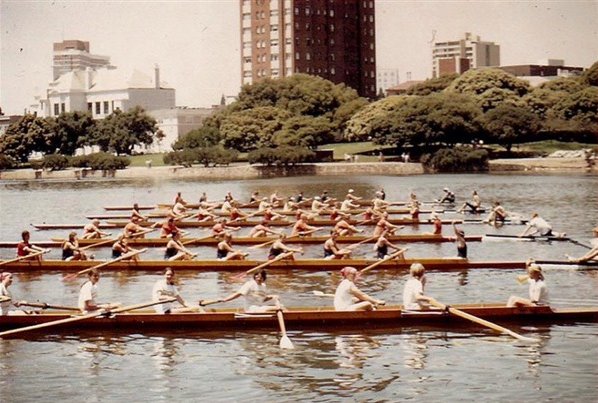
Az első női csapat 1973-ban

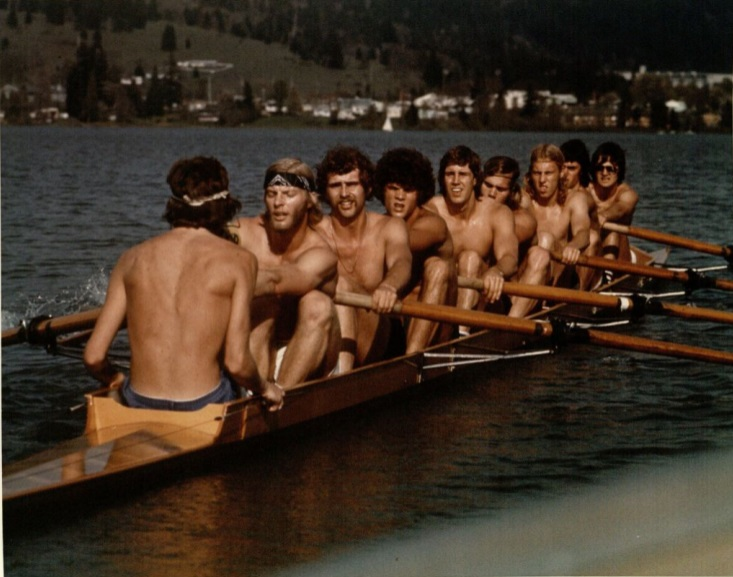
A férficsapat 1975-ben

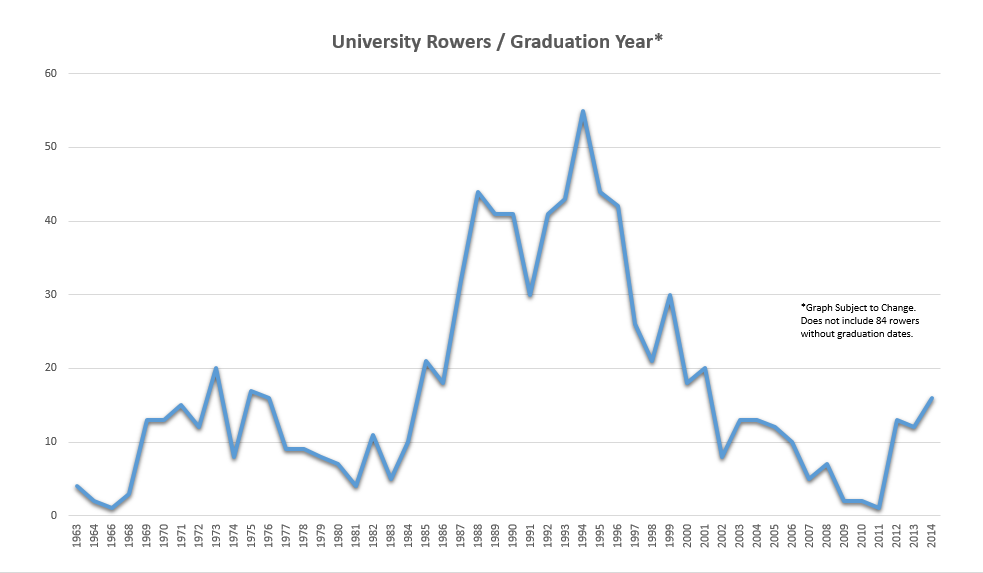
A csapatlétszám változása 1963 és 2014 között

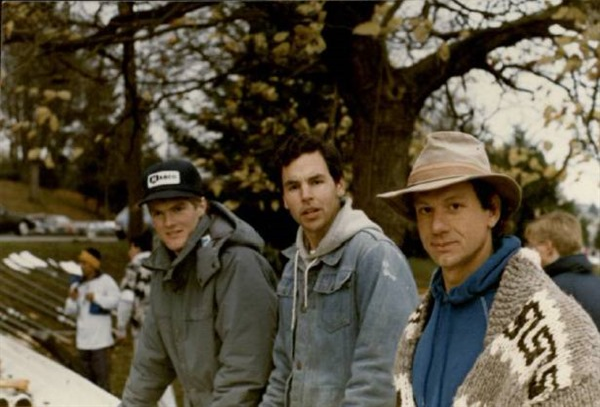
Andy Josa, Dave Baugh és Tim Meier edzők 1982-ben

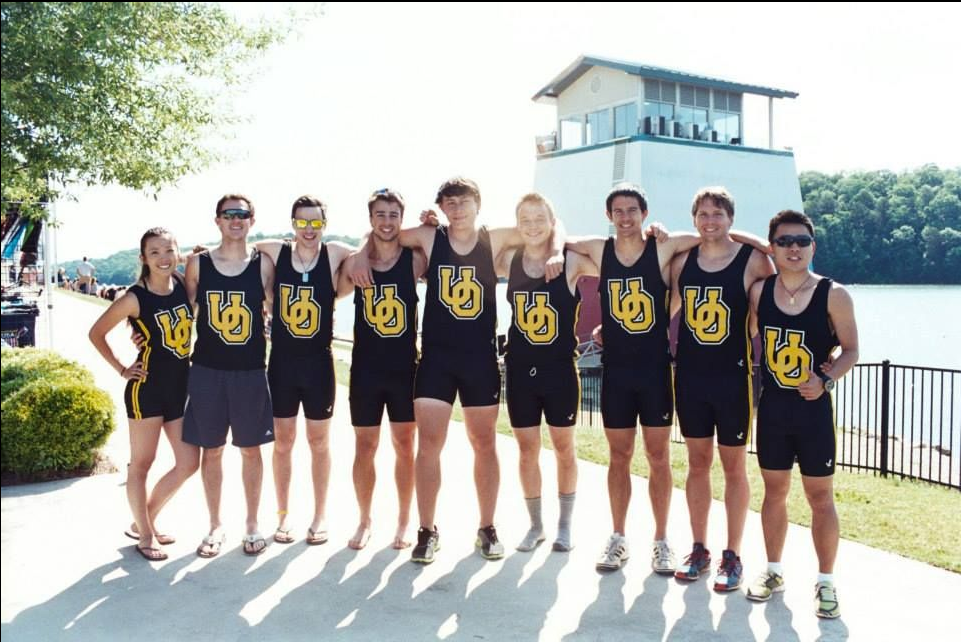
A férficsapat 2013-ban Georgiában

### 1967–1972
A csapatot huszonkét evezőssel 1967-ben alapították Don McCarty és Ken Abbey egyetemi munkatársak. Évi ezerötszáz dolláros költségért az Oregon State Beaverstől kettő csónakot, a Stanford Cardinaltől pedig továbbiakat béreltek.
1969-re az evezősök versenyeken vettek részt; a Eugene Register-Guard szerint az egy éves próbaidővel alapított evezőscsapat az egyetem tizedik versenycsapata.
Koedukált hallgatói összetétele miatt az egyetem felmentést kapott az 1972-es diszkriminációs törvény (Title IX) alól. 1973-ban megalapították a női csapatot; Don Costello edző országos figyelmet kapott, amikor a korábban csak férfiakból álló csapat kormányosának egy nőt, Victoria Brownt tett meg.

### 1973–1980
A női evezőscsapatot 1973-ban alapították, edzőik Marti Abts és Bill Lioio lettek. A férfiak edzői Ralph Neils és Mike Napier voltak. A Register-Guard szerint a női csapat létrehozása 350 dollárba került, és az első évben a regionális bajnokság második helyéig jutottak.
A férfiak edzője 1974-től Reed Adler, 1976-tól Chuck Knoll. Brian Cole edző 1968-ban a Long Island-i versenyen bronzérmet nyert.
1977-től a nők edzője Paul Schultz síelő, aki egy baleset miatt nem síelhetett többet. A csapatot egy későbbi versenyen sávelhagyás miatt kizárták.
1977 tavaszán a csapat öt másodperccel legyőzte az Oregon State Beavers nehézsúlyúakból álló versenyzőit.

### 1980–1988
1980-ban Lance Baughman lett az edző; ekkoriban a csapat főleg regionális versenyeken vett részt. 1981-ben a női csapat nem állt fel, azonban a férfiak több sikert is elértek. Az NCAA történetében először fordult elő, hogy egy férficsapatnak női edzője (Lee Wilder) legyen.
1982-ben a női csapat újra felállt. Lori Huseth vezetőedző alatt a férfiak és a nők is több versenyen elsők lettek. A Portland Regattán minden versenyszámot, valamint a regionális bajnokságot is megnyerték.
A korábban veretlen UCLA Bruins csapatának legyőzése után a csapat beceneve „Hamupipőke” lett. A Register-Guard cikke szerint a legsikeresebb csapattagok Hugh Watson, Sietske Folkens, John Bigelow, Bryan Andressen és Brenda Thornton.
Hugh Watson edzőnek Dick Hersh dékánt kérte fel, aki az 1966-os jugoszláviai bajnokságon az amerikai csapat kormányosa volt. Később újra legyőzték a UCLA-t; Watson szerint a jelentősen felkészültebb ellenféllel szemben ez volt a legemlékezetesebb győzelmük, ugyanis a többi csapat között evezős ösztöndíjat kiosztó, és olimpiai résztvevő is volt.
1983-ban Mike Holcomb lett az edző. A hallgatói szövetség támogatásával új csónakot vásároltak, melyet két részben, a csapat buszával szállítottak helyére. 1984-től Holcomb már csak a férfiak edzője, a nőké Tim Meier lett. A Tri-Cities Regattát követően az Oregon State Beavers egy ponttal vezetett a Ducks előtt. 1985-től újra Holcomb volt mindkét csapat edzője; ekkor megnyerték a konferenciabajnokságot, az országos bajnokságon pedig másodikak lettek.
A Register-Guard 1985. június 4-ei cikke szerint a női bajnokságon 1750 méteren addigi legjobb eredményüket érték el; evezőseik Robin Hendricks, Julie Martinson, Teresa Bujacich, Sasha Stone, Margie Bernards, Gayle Johnson, Cate Renfrew, Teresa Hukari és Lisa Woodworth kormányos voltak.
1986-ban Dave Baugh edző alatt a nők megnyerték első NCAA-bajnoki címüket.

### 1986–1991
Sasha Stone 1988-ban lett edző.
1990–1991-ben a vezetőedző Jeff Moag volt; szerinte a csapat a Marty Billingsley-érában érte el legjobb eredményeit.

### 1991–1996
A csapat edzője 1992–1993-ban Morgan Emrich, 1993–1994-ben Joe Borton, 1994-től 1996-ig pedig Phil Busse volt. Társedzőik Susan Belcher és James Mcqueen voltak.
A férfiak 1993. június 11–12-én részt vettek az ohiói nemzeti bajnokságon; ugyan itt kikaptak, de 1994-ben egy kivételével minden versenyüket megnyerték. A nők 1994-ben a regionális bajnokságon 16 résztvevőből a harmadikak lettek. Egy későbbi versenyen a férfiak a Washington Huskiest öttized másodperccel győzték le.

### 1997–2001
A Washingtoni Egyetemen rendezett 1996–1997-es regatta hét résztvevője közül a férfiak a negyedikek lettek, a nőket azonban a bójával való ütközés miatt kizárták.
Az Oregon Daily Emerald 1999-es cikke szerint a Title IX-nak való megfelelés miatt a női csapatot is a versenysportolók közé sorolnák, azonban a csapattagok közül ez nem mindenkinek tetszett, ugyanis egyes játékosok a versenycsapatnak nem lehetnének tagjai.

### 2002–2007
2002 őszén Chris Peters nagy lehetőséget látott a csapatban, azonban egy év után lemondott az edzőségről. A Register-Guard 2003. februári cikke szerint az egyetem következő női versenysportága nem az evezés, hanem a lacrosse lesz. Yasmin Farooq olimpikon, az állami evezősszövetség önkéntes edzője szerint az egyetem elszalasztotta az előtte álló lehetőséget.
Renee Mack Baumgartner atlétikai társigazgató, a női sportok egyetemi felelőse szerint a nők nem akartak a férfiaktól külön csapatot, valamint a lacrosse-csapat sportpályája készen áll, míg az evezősöknek új csónakházat kellene építeni. Szerinte azonnali sikereket szeretnének; a térségben számos evezőscsapat van, azonban lacrosse-csapat alig. Farooq szerint a lacrosse-ban konferenciabajnokok, azonban evezésben országos bajnokok lehetnének.
2006-ban a csapat hanyatlásnak indult.

### 2008–2013
2008 őszén Sandy Vaughn atlétikai igazgató tudomására jutott, hogy a csapatnak nincs edzője, így 2013 tavaszáig megbízták Carly Schmidtet, aki alatt 2011-ben először kijutottak az országos bajnokságra, ahol a nők egy bronz-, a férfiak pedig egy ezüstérmet szereztek. A következő két évben is a bajnokság tíz legjobbja között voltak.

### 2014–2017
A 2013–2014-es szezonban Marlene Kindorf edző alatt ötvenezer dollár adományból eszközfejlesztéseket hajtottak végre. Az országos bajnokságon a nők másodikak lettek, 2016-ban pedig aranyérmet szereztek. Kindorf a 2017-es szezon végén felmondott.
A csapat 2017 szeptemberben ünnepelte fennállásának ötvenedik évfordulóját.

### 2020
A Covid19-pandémia idején tartott edzéseken a csónakokban csak egy evezős ülhetett.

## Edzők
| Edző              | Aktív év(ek)    |
| ----------------- | --------------- |
| Don McCarty       | 1967–71         |
| Ken Abbey         | 1967–68         |
| Dave Thomsen      | 1968–69         |
| Don Costello      | 1972–73         |
| Ralph Neils       | 1973–74         |
| Marti Abts        | 1973–75         |
| Bill Lioio        | 1973–75         |
| Mike Napier       | 1973–74         |
| Reed Adler        | 1974–75         |
| Chuck Knoll       | 1975–76         |
| Brian Cole        | 1975–76         |
| Mike Johnson      | 1976–79         |
| Jim Medlock       | 1976–77         |
| Paul Schultz      | 1977–79         |
| Lori Huseth       | 1981–82         |
| Richard Hersch    | 1982            |
| Jim Petrusich     | 1982            |
| Mike Holcomb      | 1982–85         |
| Tim Meier         | 1983–84         |
| Andy Josa         | 1985–87 2011–15 |
| Dave Baugh        | 1985–88         |
| Sasha Stone       | 1986–88         |
| Jane LaRiveiere   | 1989–90         |
| Jeff Moag         | 1988–91         |
| Morgan Emrich     | 1992–93         |
| Joe Borton        | 1993–94         |
| James McQueen     | 1994–95         |
| Phil Busse        | 1994–96         |
| Phil Holmes       | 1997–99         |
| Scott Jones       | 1998–99         |
| Joe Neron         | 1998–2002       |
| Craig Gerlach     | 2001–02         |
| Chris Peters      | 2002–03         |
| Laura Riekki      | 2004            |
| Galen Mitterman   | 2004–07         |
| James Beasley     | 2005–07         |
| Brian Shimek      | 2006–07         |
| Erin Dury         | 2007            |
| Marissa Mason     | 2007            |
| Carly Schmidt     | 2009–13         |
| Molly Fales       | 2009–10         |
| Marlene Kindorf   | 2011–17         |
| Michael Johnson   | 2012–13         |
| Trevor Mathwick   | 2013–15         |
| Delaney Butler    | 2014–15         |
| Robert Maclean    | 2015–16         |
| Rachel Boehm      | 2014            |
| Nathan Sandoval   | 2016–17         |
| Spencer Kales     | 2016–17         |
| Amanda Smith      | 2016–17         |
| Kathryn Budekke   | 2017–18         |
| Hali Meyer        | 2018–22         |
| Carlin Otterstedt | 2018–22         |
| Zachary Hedeen    | 2017–           |
| Emily Kraschel    | 2022–           |

## Regatta
Az oregoni evezősszövetség háromezer dolláros támogatással 1984 és 1993 között építette fel a Dexter-víztározói csónakházát. Az első regattát 1995-ben rendezték meg.
Az általában áprilisban megrendezett verseny három kategóriában indul. A névadó Lowell fedett híd a kétezer méter hosszú pályától száz méterre található. 2008-ban hetvenezer dollárért új pályát alakítottak ki.
2014-ben, az esemény huszadik évfordulóján 36 csapat ötszáz versenyzője 44 számban indult.

## Fordítás
- Ez a szócikk részben vagy egészben a  University of Oregon rowing team című  Wikipédia-szócikk ezen változatának fordításán alapul.  Az eredeti cikk szerkesztőit annak laptörténete sorolja fel. Ez a jelzés csupán a megfogalmazás eredetét és a szerzői jogokat jelzi, nem szolgál a cikkben szereplő információk forrásmegjelöléseként.